# Ruta Estatal de Nevada 206
La Ruta Estatal de Nevada 206, y abreviada SR 206 (en inglés: Nevada State Route 206) es una carretera estatal estadounidense ubicada en el estado de Nevada. La carretera inicia en el Sur desde la SR 88     en Centerville hacia el Norte en la US 395     en Minden. La carretera tiene una longitud de 24,8 km (15.435 mi).

## Mantenimiento
Al igual que las autopistas interestatales, y las rutas federales y el resto de carreteras estatales, la Ruta Estatal de Nevada 206 es administrada y mantenida por el Departamento de Transporte de Nevada por sus siglas en inglés Nevada DOT.

## Cruces
La Ruta Estatal de Nevada 206 es atravesada principalmente por la  SR 207  SR 757 .